# マノクワリ県
マノクワリ県（マノクワリけん、インドネシア語: Kabupaten Manokwari）はインドネシア西パプア州の県。県都はマノクワリ。

## 行政
2010年の国勢調査ではマノクワリ県は29郡（Kecamatan）から構成されていたが、2013年にマノクワリ県の一部を分割して南マノクワリ県（Manokwari Selantan）、プグヌンガン・アルファク県（Pegunungan Arfak）が設立され、4地区がタンブラウ県に分割された。
マノクワリ県に残留した郡は9箇所であり、2010年の国勢調査による人口は以下のとおりである。
| 名称              | 人口（2010年） |
| ----------------- | -------------- |
| Warmare           | 6,192          |
| Prafi             | 14,240         |
| Manokwari Barat   | 74,996         |
| Manokwari Timur   | 8,988          |
| Manokwari Utara   | 2,248          |
| Manokwari Selatan | 13,256         |
| Tanah Rubuh       | 2,114          |
| Masni             | 13,540         |
| Sidey             | 4,390          |
| 合計              | 139,964        |

## その他
分割前、県北部で石炭が確認されていたとされる。

## 註
1. ↑  “Regencies of Indonesia”.   Statoids.com (2012年12月31日). 2020年8月6日閲覧。
2. 1 2  Biro Pusat Statistik, Jakarta, 2011.
3. ↑  “平成 24 年度海外炭開発支援事業 海外炭開発高度化等調査 「インドネシアの石炭輸出規制及び石炭開発状況調査」”.   独立行政法人石油天然ガス・金属鉱物資源機構. p. 114 (2012年5月). 2014年11月2日閲覧。